# Види туризму

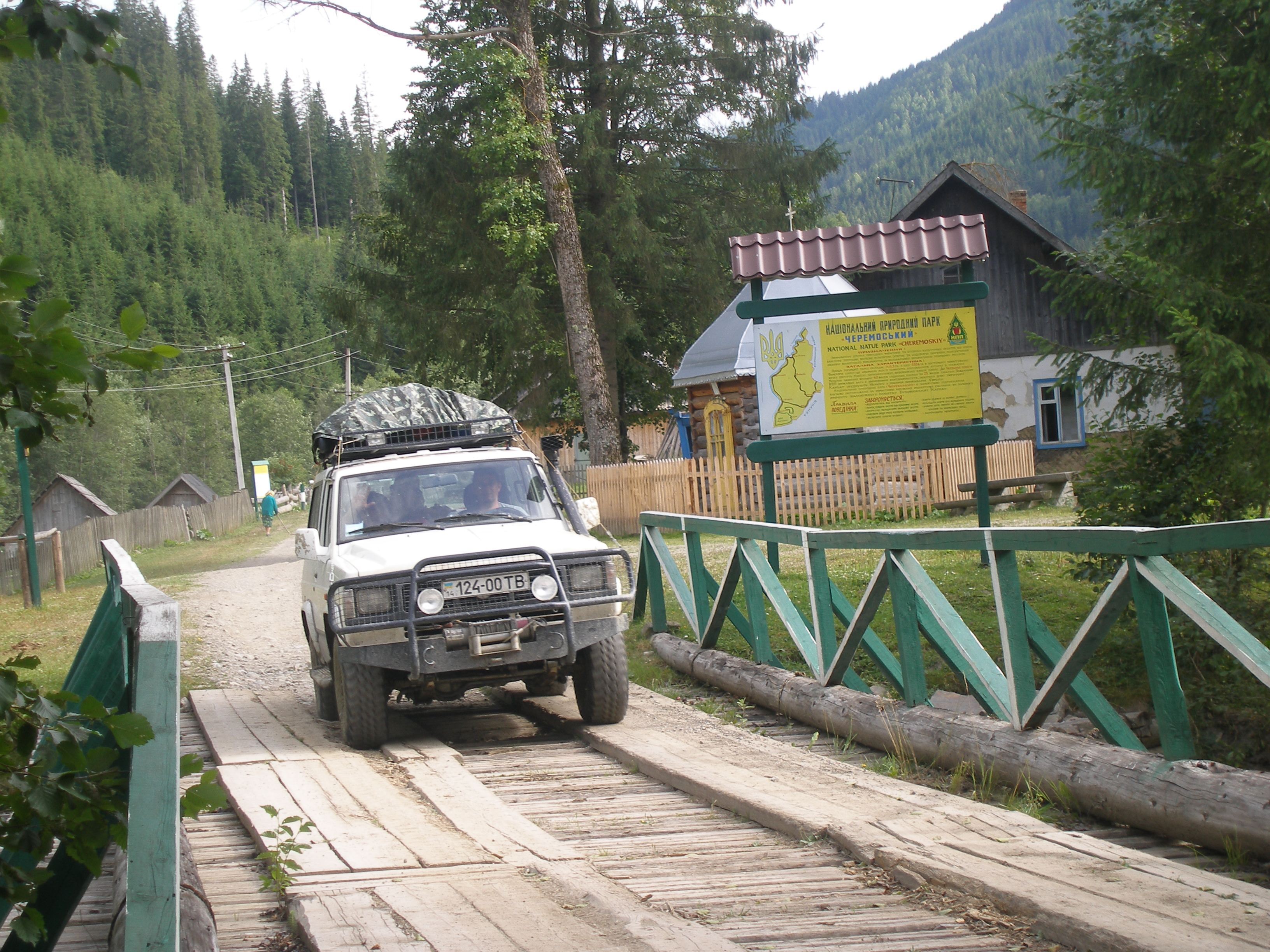
Автотуризм в НПП Черемоський

Згідно зі ст. 4 Закону України «Про туризм», залежно від категорій осіб, які здійснюють туристичні подорожі (поїздки, відвідування), їхніх цілей, об'єктів, що використовуються або відвідуються, чи інших ознак, існують такі види туризму:
- дитячий туризм;
- молодіжний туризм;
- сімейний туризм;
- для осіб похилого віку;
- туризм для людей з інвалідністю
- культурно-пізнавальний;
- лікувально-оздоровчий туризм;
- спортивний туризм;
- релігійний туризм;
- екологічний (зелений) туризм;
- сільський туризм;
- підводний туризм;
- гірський туризм;
- пригодницький туризм;
- мисливський;
- автомобільний туризм;
- самодіяльний туризм;
- лісовий туризм;
- рекреаційний туризм тощо.

## Організаційні форми туризму
Організаційними формами туризму є міжнародний і внутрішній туризм (згідно статті 4 Закону України "Про туризм").
1. Внутрішній туризм — подорожі в межах території України громадян України та осіб, які постійно проживають на її території. Національна грошова одиниця, яка використовується повсякденно, надалі залишається засобом платежу, а рідна туристу мова — засобом спілкування. Такі подорожі порівняно легко організувати. За деякими оцінками, на частку внутрішнього туризму припадає 80-90 % усіх туристичних поїздок, а загальний обсяг витрат на внутрішній туризм в 5-10 разів перевищує витрати туристів на міжнародні поїздки.
2. Міжнародний туризм охоплює поїздки осіб, що подорожують з туристичною метою за межі країни постійного проживання. Перетин державного кордону для них пов'язаний з певними формальностями: оформленням закордонних паспортів і віз, проходженням митних процедур, валютним і медичним контролем. Ці правила вводяться державою з метою боротьби з незаконною міграцією, міжнародним тероризмом, торгівлею наркотиками, проституцією і т. д. і забезпечують установлений порядок в'їзду в країну і виїзду з неї. Спеціальні служби перевіряють дотримання туристами паспортно-візового режиму, вимог щодо вакцинації (щеплень), правил і умов провезення через кордон речей, товарів, валютних коштів і проведення операцій по обміну валюти.
До міжнародного туризму належать: 
- в'їзний туризм - подорожі в межах України осіб, які постійно не проживають на її території
- виїзний туризм - подорожі громадян України та осіб, які постійно проживають на території України, до іншої країни.

## Класифікація туризму
| Класифікаційна ознака                 | Види туризму |
| 1 Географічний принцип                | 1.1. Внутрішній 1.2. Міжнародний |
| 2 Напрямок туристського потоку        | 2.1. В'їзний 2.2. Виїзний |
| 3 Мета поїздки                        | 3.1. Рекреаційно-оздоровчий 3.2. Розважальний туризм 3.3. Подієвий туризм 3.4. Професійно-діловий туризм 3.5. Науково-пізнавальний (конгресний) 3.6. Спортивний відпочинок 3.7. Шоп-тури 3.8. Пригодницький (екстремальний) 3.9. Паломницько-релігійний 3.10. Ностальгічний 3.11. Екотуризм 3.12. Екзотичний 3.13. Елітарний |
| 4 Джерело фінансування                | 4.1. Соціальний 4.2. Комерційний |
| 5 Спосіб пересування                  | 5.1.Пішохідний 5.2. Авіаційний 5.3. Морський 5.4. Річковий 5.5. Автотуризм 5.6. Залізничний 5.7. Велосипедний 5.8. Лижний 5.9. Гужовий (кінний) 5.10. Мотоциклетний 5.11. Змішаний |
| 6. Засоби розміщення                  | 6.1.Готелі 6.2. Мотелі 6.3. Пансіонати 6.4. Кемпінги 6.5. Апартаменти 6.6 Намети |
| 7. Кількість учасників                | 7.1. Індивідуальний 7.2. Сімейний 7.3. Груповий 7.4. Корпоративний |
| 8. Тривалість перебування             | 8.1. Короткотривалий 8.2. Довготривалий |
| 9. Розташування туристського місця    | 9.1. Гірський 9.2. Водний 9.3. Сільський 9.4. Приміський |
| 10. Інтенсивність туристського потоку | 10.1. Постійний 10.2. Сезонний 10.3 Епізодичний |
| 11. Організаційна форма               | 11.1. Організований 11.2. Неорганізований |